# Zbigniew Sikorski
Zbigniew Stanisław Sikorski (ur. 9 grudnia 1907 w Brodach, zm. 18 września 1939 w Puszczy Kampinoskiej) – polski lekkoatleta, koszykarz, instruktor wychowania fizycznego, żołnierz.

## Życiorys
Syn Waleriana, brat Janiny. Przed 1939 był nauczycielem wychowania fizycznego w poznańskich szkołach średnich, a także instruktorem tego przedmiotu na Studium Wychowania Fizycznego Uniwersytetu Poznańskiego. Był też sportowcem AZS Poznań. W 1928 w barwach Czarnej Trzynastki Poznań zdobył pierwsze w historii mistrzostwo Polski w koszykówce. Od 1927 do 1931 był jednym z najlepszych wielkopolskich lekkoatletów (uprawiał głównie skok wzwyż i wielobój). Podczas kampanii wrześniowej walczył jako podporucznik rezerwy w 7 pułku artylerii ciężkiej na stanowisku oficera ogniowego 3 baterii. Wziął udział w bitwie nad Bzurą. Poległ 18 września 1939 w Puszczy Kampinoskiej. Pochowany na Cmentarzu Wojskowym na Powązkach.